# Michèle Wolf
Pour les articles homonymes, voir Wolf.
Michèle Wolf, née le 29 août 1954 à Strasbourg, est une joueuse française de football évoluant au poste d'attaquante puis de milieu de terrain.

## Biographie

### Carrière en club
Michèle Wolf joue dès l'âge de huit ans avec les garçons dans le club amateur du SC Notre-Dame dans sa ville natale de Strasbourg. Même après la reconnaissance en 1970 du football féminin par la Fédération française de football, elle continue d'évoluer au SC Notre-Dame, devenant internationale en 1972. Elle travaille durant cette période en tant que vendeuse dans une épicerie. 
Peu de temps après le lancement du championnat de France féminin, elle rejoint le Stade de Reims avec lequel elle remporte trois titres nationaux consécutifs en 1975, en 1976 et 1977. 
Elle évolue ensuite deux saisons au Caluire Saint-Clair Sporting Club, atteignant les demi-finales du championnat en 1978, avant de revêtir le maillot du Football Club de Lyon à partir de 1979, atteignant encore les demi-finales du championnat en 1981.
Michèle Wolf, qui évolue de plus en plus en fin de carrière au poste de milieu de terrain, retourne en 1984 dans sa ville natale, cette fois-ci avec l'ASPTT Strasbourg avec lequel elle atteint les demi-finales du Championnat de France 1985-1986. En 1989, peu avant son 35e anniversaire, elle met un terme à sa carrière.

### Carrière en sélection
Michèle Wolf devait participer au premier match officiel de l'équipe de France contre les Pays-Bas ainsi qu'à la Coupe du monde féminine de football 1971 mais elle n'a pas été libérée par le patron de son épicerie où elle travaillait en tant que vendeuse. Elle débute alors en septembre 1972, perdant sur le score de 5 buts à 2 contre la Suisse.
Elle conclut sa carrière internationale en mars 1986 sur une victoire 3-1 face à la Belgique, comptant un total de 36 sélections et de neuf buts inscrits. Elle est la première Française à passer le cap des 30 sélections. Elle est la capitaine de la sélection à huit reprises, dont 5 matchs en 1982 et 1983 comptant pour les qualifications au Championnat d'Europe féminin de football 1984.

## Palmarès
- Vainqueur du championnat de France féminin en 1975, en 1976 et 1977 avec le Stade de Reims.